# De krab met de gulden scharen (film)
De krab met de gulden scharen (Frans: Le crabe aux pinces d'or) is een Belgische zwart-witfilm uit 1947. Het is de eerste film die was geënt op de stripreeks De avonturen van Kuifje van Hergé. De film is gebaseerd op het gelijknamige stripverhaal uit die reeks en volgt de verhaallijn van het stripverhaal nagenoeg compleet. Het is een stop-motion animatiefilm waarbij poppen werden gebruikt om de personages vorm te geven. Het is eveneens de eerste lange Belgische animatiefilm.

## Achtergrond
Op 8 mei 1946 ondertekende Wilfried Bouchery een exclusiviteitscontract voor de verfilming met poppen van het stripverhaal De krab met de gulden scharen. In het contract werd ook vastgelegd dat Hergé, de bedenker en tekenaar van zowel het personage Kuifje als van het verfilmde verhaal, de artistieke controle zou behouden. Bouchery nam als producent voor de uiteindelijke realisatie Studios Claude Misonne van Claude Misonne en haar man João Michiels in de arm. Zij werkten daarvoor al met poppen voor films, vooral voor reclame (waaronder in 1946 voor het nieuwe striptijdschrift Kuifje). Hergé eiste van de ploeg dat ze de opdelingen en dialogen van het album zouden respecteren. Hergé was zelf nauw bij het project betrokken en leefde in goede verstandhouding met het echtpaar, van wie hij de korte filmpjes waardeerde.
Misonne en Michiels schatten dat de productie zo'n 1.250.000 Belgische frank zou gaan kosten. Bouchery stelde voor om in porties van 200.000 frank te betalen, afhankelijk van de voortgang. Misonne en Michiels werden op den duur echter niet meer betaald en Hergé verloor zijn vertrouwen in de producent. Hergé wilde dat de productie gestopt werd tot er beterschap kwam. Het project lag hierop twee maanden stil. Bouchery overtuigde iedereen om de film toch tegen de kerstperiode van 1947 uit te brengen. Het werd goedkoop haastwerk, wat er onder meer toe leidde dat ze shots uit documentaires en beelden van de haven van Antwerpen - dus zonder poppen - moesten gebruiken om de decorkosten te drukken. Er werd ook nagedacht over het maken en verkopen van speelgoed en postkaarten en over het uitbrengen van de film in het Verenigd Koninkrijk. Hergé gaf echter niet onmiddellijk zijn fiat voor Bouchery's plannen: hij zou pas kunnen instemmen als hij de film had gezien en er een verdeler en zaal voor de film werd gevonden. Tot dan wilde Hergé ook niet zorgen voor de promotie van de film, in de vorm van affiches. Uiteindelijk zou het A.B.C.-theater in Brussel de film draaien. De affiche kwam er ook: het werd een speciaal hiervoor gemaakte tekening van Hergé. Ook het weekblad Tintin en de Nederlandstalige tegenhanger Kuifje werden ingeschakeld als promotiemiddel. Er verscheen onder meer een bijlage waarop een afbeelding door Hergé op prijkte, leden van de fanclub kregen 5 frank korting en de 305e kijker kreeg een gratis abonnement.
Op zondag 21 december 1947 ging de film in première in het A.B.C.-theater in Brussel. Er waren dertig vertoningen gepland tussen dan en 11 januari 1948. Een Vlaamse versie werd in de kerstvakantie voorzien in Antwerpen. De eerste vertoning trok zo'n 2000 bezoekers, wat zeker als een succes kan worden beschouwd. Het bleef echter bij de vertoningen van die eerste dag; daags nadien werd de film in beslag genomen door het Belgische gerecht vanwege de schulden van Bouchery.
De film werd ook niet erg goed onthaald en de kritieken in de media waren weinig lovend, hoewel de oorspronkelijke film werd ingekort. Le Phare vergeleek bijvoorbeeld de dynamiek van de stripfiguren met de starheid van de poppen. Er werd ook gewezen op de synchronisatie die bij de films van Disney deels voor de successen zorgt, maar bij deze film niet goed was. Het weekblad Le Cinégraphie Belge schreef over een film die handig in elkaar zat, maar vooral duidelijk maakte dat de poppenfilm nog niet klaar was voor grote producties. Ook Hergé was niet erg tevreden. In een brief aan de producent maakte hij melding van in zijn ogen vier problemen: de draden die gebruikt werden voor de acties waren te goed zichtbaar (zoals om het watervliegtuig te laten vliegen), de kamelen in de woestijn waren niet beweeglijk genoeg, en twee scènes waren te lang: die waarin Jansen en Janssen de moskee binnengaan en worden buitengegooid, en die waarin Kuifje een huis binnengaat en even later weer ontvlucht. Een Nederlandse uitbater vroeg Hergé om de scènes waarin de personages dronken zijn uit de film te halen, maar Hergé weigerde: ook een andere montage zou de film niet doen slagen. Hergés teleurstellingen leidden er ook toe dat hij later een Frans voorstel voor het maken van een tekenfilm formeel weigerde.
Twee jaar later ging het animatiebedrijf van Bouchery door wanbeheer van de producent failliet. Bouchery was na de inbeslagname van de film naar Zuid-Amerika vertrokken met de hoop daar fortuin te kunnen maken. Hij liet Misonne en Michiels met de schuld van 800.000 Belgische frank - toentertijd een zeer groot bedrag - achter. Pas met Kerstmis 1948 gaf hij teken van leven door een brief aan Michiels te schrijven vanuit Buenos Aires, met zijn beste wensen voor het nieuwe jaar.
Hergé bleef ondanks het uitblijven van succes hopen op een verfilming van Kuifje. Hij zag daarin het middel bij uitstek om in Amerika door te breken, maar besefte dat daar grotere financiële middelen voor nodig zouden zijn. Hij schreef daarom in 1948 Walt Disney aan, maar diens bedrijf toonde geen interesse: de productie voor de volgende vier jaar lag vast en aan verhalen had het geen gebrek.
In de jaren vijftig kwam het volgende filmproject rond Kuifje: Raymond Leblanc, oprichter van het weekblad Kuifje en uitgeverij Le Lombard, startte met de tekenfilmstudio Belvision om de stripfiguren van zijn blad/uitgeverij te animeren. Dit zou uiteindelijk leiden tot de tekenfilmreeks Hergé's avonturen van Kuifje.

## Techniek
De gebruikte techniek met poppen was na de Tweede Wereldoorlog vooral populair in Oost-Europa - in het bijzonder in Tsjecho-Slowakije - als tegenhanger van de Amerikaanse animatiefilm. De 30 centimeter grote poppen in de Kuifjefilm werden door Misonne en Michiels zelf gemaakt. Ze bestonden uit een beweegbaar aluminium geraamte vol kogelgewrichten met daarop een hoofd en schoenen. Het lijf werd omhuld met watten en vervolgens aangekleed. Hoofden werden gemaakt van bolvormig, hol hout waarop de neus en oren werden vastgemaakt. Met een magneetsysteem konden de verschillende expressies van de mond weergegeven worden. De bewegingen werden beeld voor beeld opgenomen. Voor één seconde waren 24 opnames nodig, waartussen telkens kleine veranderingen in de houding van de personages en eventueel in de decors moesten gebeuren. Soms viel een pop om, waarna de hele scène opnieuw moest worden opgenomen.
Hergé wilde bijdragen aan de film door een originele begintitel te maken. Hij aanvaardde het voorstel om Kuifje en Bobbie te tekenen waarbij het hele proces gefilmd werd. Het was de bedoeling dat alleen zijn rechterhand in beeld zou komen, waardoor Hergé ongeveer een uur in dezelfde positie moest blijven zitten. De tekening stond al lichtjes in potlood en vanuit het standpunt van de camera onzichtbaar op het papier getekend. In de film wordt het hele proces versneld getoond. De tekening is daarna rechtop in beeld te zien, waarna die overgaat in de poppen, die in dezelfde pose staan.

## Verhaal
Kuifje en Bobbie lopen op straat. Bobbie stopt zijn snuit in een leeg blikje krab en komt daarin vast te zitten. Kuifje helpt zijn huisdier en gooit het blikje weg. Wat verder komen ze de bevriende detectives Jansen en Janssen tegen. Ze willen Kuifje graag tonen aan welke zaak ze momenteel werken. Op hun bureautafel ziet Kuifje een stukje papier liggen dat van het leeg blikje krab lijkt te komen. Het papiertje is afkomstig uit de zak van een drenkeling die wat met hun zaak te maken heeft. Kuifje snelt naar buiten en gaat op zoek naar het blik. Een oosterse man ziet het gebeuren en volgt Kuifje. Wat later wordt hij voor de deur gekidnapt. Kuifje zelf heeft dan net ontdekt dat op het stukje papier "Karaboudjan" staat geschreven. De detectives vertellen hem dat dat de naam is van het schip waarop de drenkeling werkte.
Kuifje, Jansen en Janssen gaan onmiddellijk een kijkje nemen op het schip. De stuurman, Allan, ontfermt zich over de detectives, die met een leugen heengezonden worden. Kuifje, die het schip ging verkennen, wordt gevangengenomen. Kuifje verstaat niet waarom en krijgt ook geen antwoord. Hij wordt vastgebonden en het schip vertrekt. Bobbie - verstopt op het schip - kan de touwen van zijn baasje doorbijten. Op het schip ontdekt Kuifje een lading opium, verstopt in blikken krab zoals die waarin Bobbie vast kwam te zitten. De bemanning komt Kuifje op het spoor, maar die heeft zich opgesloten. De deur wordt bewaakt, maar Kuifje ziet een uitweg door het raam. Hij komt terecht in de cabine van kapitein Haddock, die niets van de opium in zijn ruim weet, omdat hij dronken wordt gehouden door Allan. De kapitein en Kuifje nemen een sloep en vluchten van het schip, maar worden per watervliegtuig achtervolgd. Het toestel krijgt motorpech en moet landen. Kuifje en de kapitein zwemmen naar het vliegtuig en kapen het. Ze vliegen richting Spanje. De kapitein drinkt echter wat te veel en slaat Kuifje bewusteloos. Het vliegtuig stort neer in de Arabische woestijn. Daar worden ze gered door twee bedoeïenen. Ze worden naar een zekere luitenant Delcourt, blanke commandant van het plaatselijk koloniaal fort Afghar, gebracht.
Kuifje en Haddock sterken aan in het fort en vernemen er dat de Karaboudjan is vergaan, maar ze geloven dit niet. Ze trekken naar de Marokkaanse kust, naar de havenstad Bugghar. Kuifje ziet er plots Allan lopen en zet de achtervolging in. Hij raakt het spoor echter bijster. Kapitein Haddock ontdekt intussen dat de Karaboudjan onder een andere naam in de haven ligt. Een van de bemanningsleden ziet Haddock en Haddock wordt voor de ogen van Kuifje ontvoerd.
Jansen en Janssen duiken plots ook op, ze zijn Kuifje gevolgd nadat die op de Karaboudjan nog een bericht via de radio had verstuurd. Kuifje en de detectives ontdekken in de stad blikken krab van het type dat ze al eerder zagen. De blikken bevatten geen opium, maar krab. Jansen en Janssen besluiten hun onderzoek verder te zetten bij de leverancier van de blikjes: Omar Ben Salaad. Kuifje gaat op zoek naar Allan op de plaats waar hij hem uit het oog verloor. Allan komt langs en gaat een van de gebouwen in de straat binnen. Kuifje achtervolgt hem en ontdekt weer blikken krab. Hij hoort er ook kapitein Haddock, die gemarteld wordt. Kuifje probeert zijn vriend te helpen, maar die is wat te enthousiast: hij knuffelt Kuifje, waarop die zijn wapen verliest. Ze vluchten, maar belanden in een gesloten ruimte vol flessen en vaten wijn. De vaten worden lek geschoten waardoor Kuifje en Haddock door de dranklucht beneveld worden. De bandieten halen hen uit de wijnkelder, maar Haddock wordt kwaad en jaagt de bandieten weg door hen flessen toe te werpen. Ze achtervolgen de bandieten door de gang van het gebouw, die uitmondt achter een geheime deur in het huis van Omar Ben Salaad. Ben Salaad krijgt de deur tegen zijn hoofd en valt neer. Zijn halsketting komt zo tevoorschijn: twee gulden scharen. Zijn status als maffiabaas staat vast. Hij wordt ingerekend, maar Allan is nog op de vlucht. Kuifje en de politie gaan hem zoeken bij de haven. Iemand roept hun aandacht: Allan heeft zijn boot gestolen. Kuifje zet de achtervolging in en kan Allan overmeesteren; hij slaat hem zijn wapen uit de handen en gooit hem een doek over het hoofd.
De politie heeft ondertussen de Karaboudjan onderzocht en heeft de oosterse man kunnen bevrijden. Op de kade wordt Allan als laatste lid van de bende ingerekend door de politie. Jansen en Janssen raken verstrengeld in het doek waarin Allan werd gevangen. Ze belanden in het water.

## Verschillen met het stripverhaal
Hoewel de makers van de film zich erg aan het oorspronkelijke verhaal hebben gehouden, is er toch een aantal kleine verschillen te bemerken.
- De havenstad Bagghar heet in de film Bugghar. De in beeld gebrachte haven is niet geanimeerd, maar bestaat uit echte beelden van de Antwerpse haven.[6][7]
- De oosterse man die gekidnapt wordt, kreeg een kleinere rol. In het stripverhaal vertelt hij op het einde van het avontuur wat zijn betrokkenheid is met de hele zaak, maar dit werd in de film niet uitgewerkt.[6]
- De film eindigt met een scène waarin Jansen en Janssen in het water belanden. In de strip is kapitein Haddock te zien in een radiostudio in het thuisland waar hij onwel wordt bij het drinken van een glas water.[6]
- Bobbie heeft in de film een vrouwenstem, maar is in de strips een mannetje.[8]
- Het bureau van luitenant Delcourt is versierd met het portret van een vrouw, een detail dat niet in de stripversie voorkomt.[8]

## Dvd
In 2008 werd de film, enkel in het Frans, op dvd uitgebracht.